# ويليام ايمانويل ريتشاردسون
ويليام ايمانويل ريتشاردسون (بالإنجليزية: William Emanuel Richardson)‏ هو محامي وسياسي أمريكي، ولد في 3 سبتمبر 1886 بمقاطعة بركس في الولايات المتحدة، وتوفي في 3 نوفمبر 1948. حزبياً، نشط في الحزب الديمقراطي. وقد انتخب عضو مجلس النواب الأمريكي.